# Balto (film)
Balto este un film de animație din 1995. Este produs de Universal Studios și Amblin Entertainment după o poveste reală din 1925.

## Fundal
În Nome, Alaska, în anul 1924, s-a declanșat în populația infantilă o epidemie de difterie. Orașul – pe fondul condițiilor meteo și geografice, fiind la acel moment izolat, spinoasa problemă a aducerii medicamentelor necesare stingerii epidemiei părea insurmontabilă (exista medic, dar medicamentele necesare nu). Cu toate acestea, printr-o acțiune memorabilă, câinele Balto a condus un atelaj pe o distanță considerabilă (5000 km), în condiții meteo extrem de vitrege (o furtună  teribilă), venind înapoi la 2 februarie 1925.